# Scionecra agrionina
Scionecra agrionina är en insektsart som först beskrevs av Bates 1865.  Scionecra agrionina ingår i släktet Scionecra och familjen Diapheromeridae. Inga underarter finns listade i Catalogue of Life.